# Kira Horn
Pour les articles homonymes, voir Horn.
Kira Horn née le 12 février 1995 à Hambourg, est une joueuse de hockey sur gazon allemande. Elle évolue au poste de milieu de terrain au Der Club an der Alster et avec l'équipe nationale allemande.
Elle a participé aux Jeux olympiques d'été de 2020 .

## Carrière

### Championnat d'Europe
- : 2019, 2021

### Jeux olympiques
- Top 8 : 2020